# Cotnari
Cotnari (deutsch Kottnersberg oder Kotnar) ist eine aus elf Dörfern bestehende Gemeinde in der rumänischen Region Moldau im Kreis Iași.
Das Dorf liegt an der Nationalstraße 28B – hier Teil der Europastraße 58 – nordwestlich der Kreishauptstadt Iași und südlich der Stadt Hârlău. Erstmals urkundlich erwähnt wurde Cotnari 1448. Bekannt wurde das Dorf durch die von Stefan dem Großen hier errichten Weinkellereien.

## Sehenswürdigkeiten
- Steinbrücke bei Cârjoaia
- Kirche Cuvioasa Parascheva
- Weinkeller

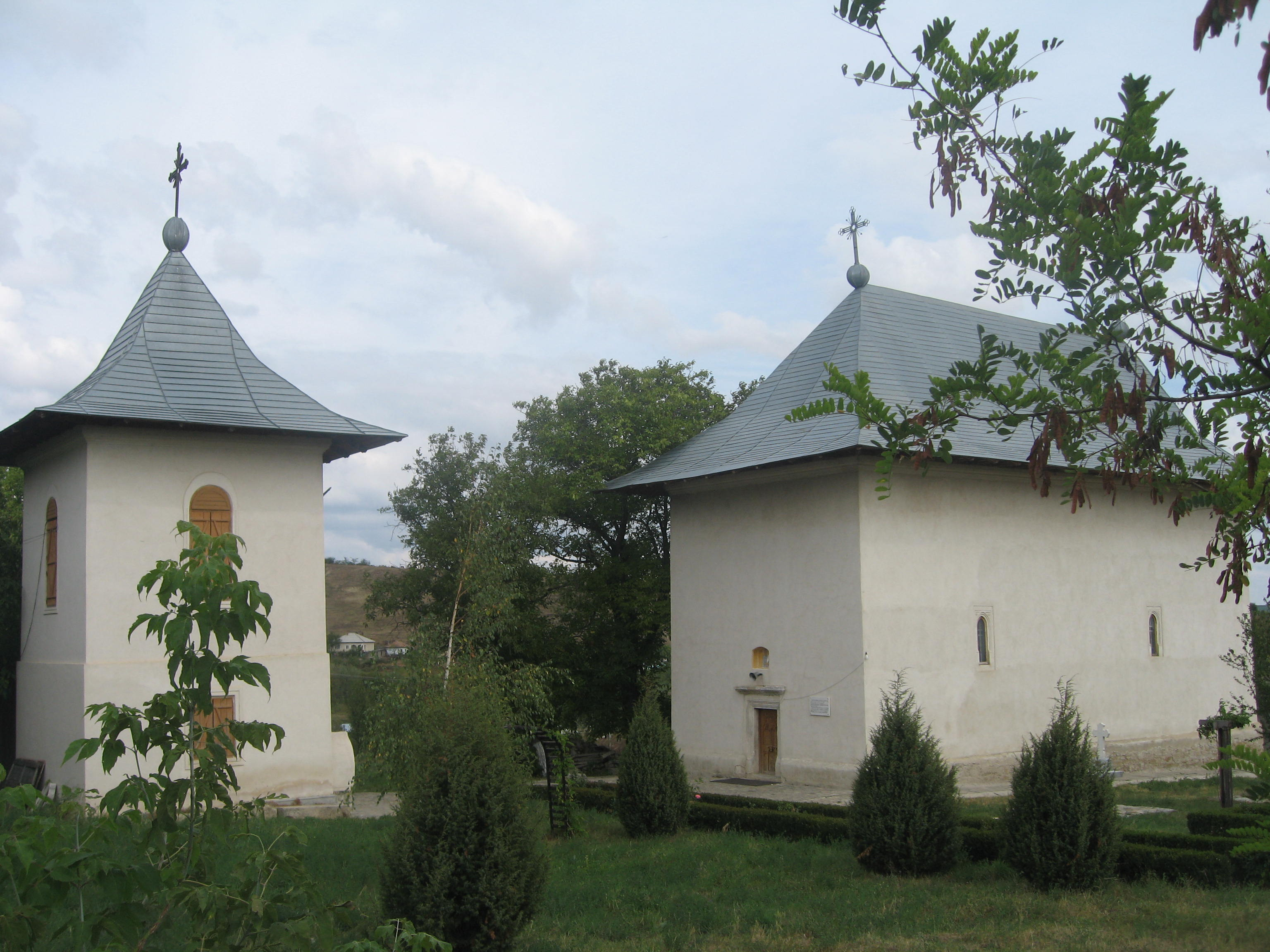
Die Kirche Cuvioasa Parascheva
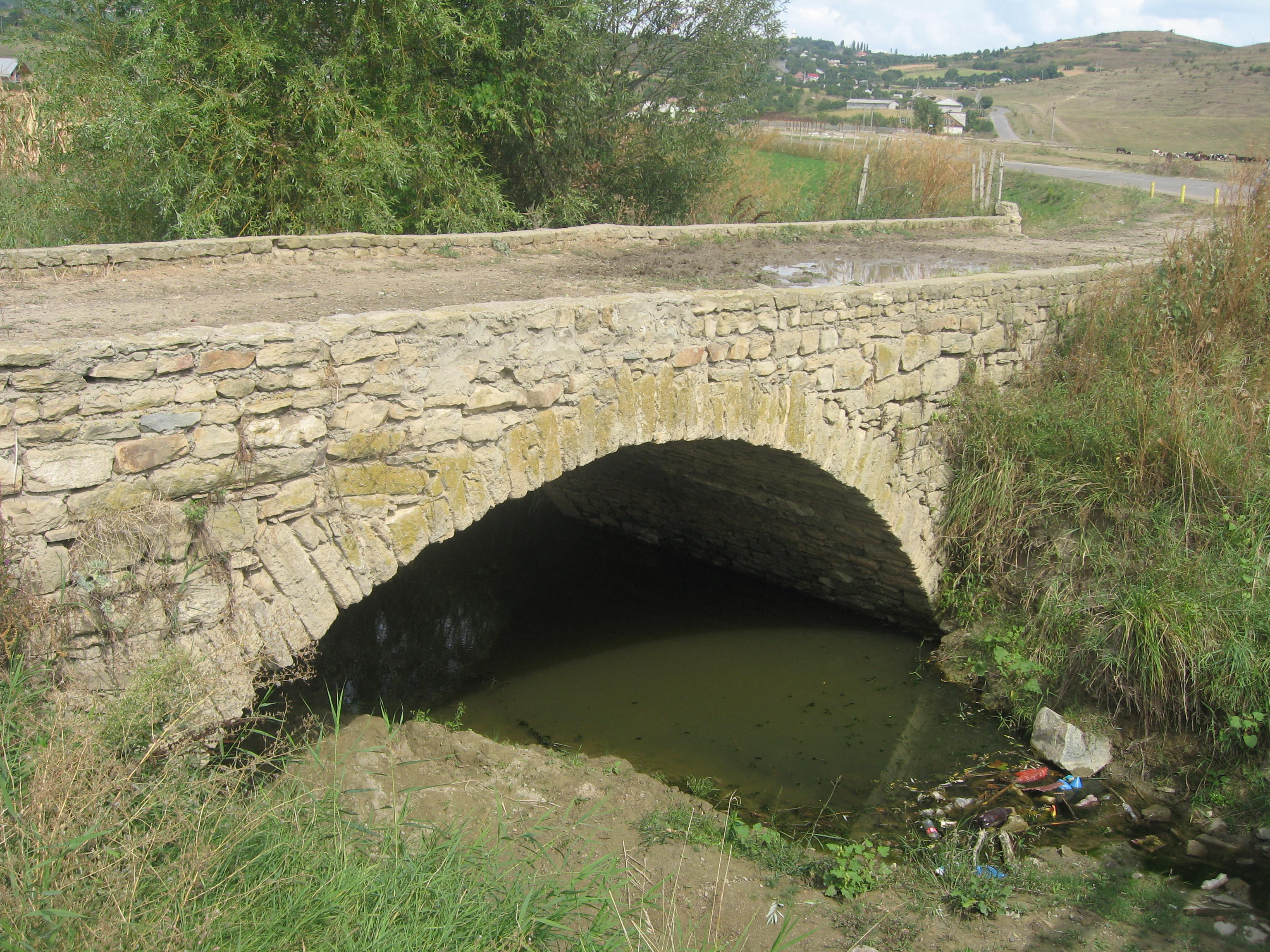
Die Steinbrücke bei Cârjoaia
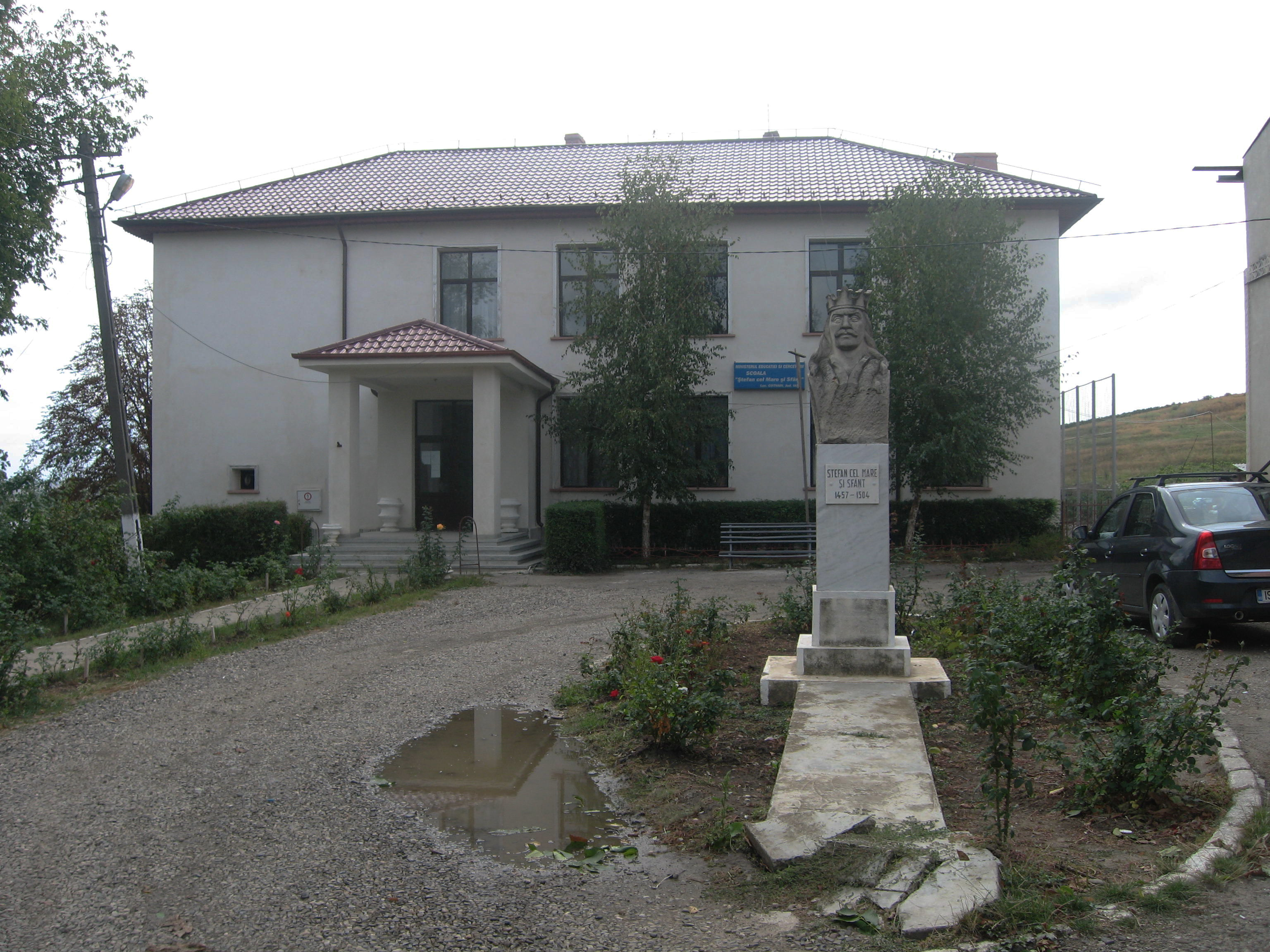
Die Ștefan cel Mare și Sfânt Schule
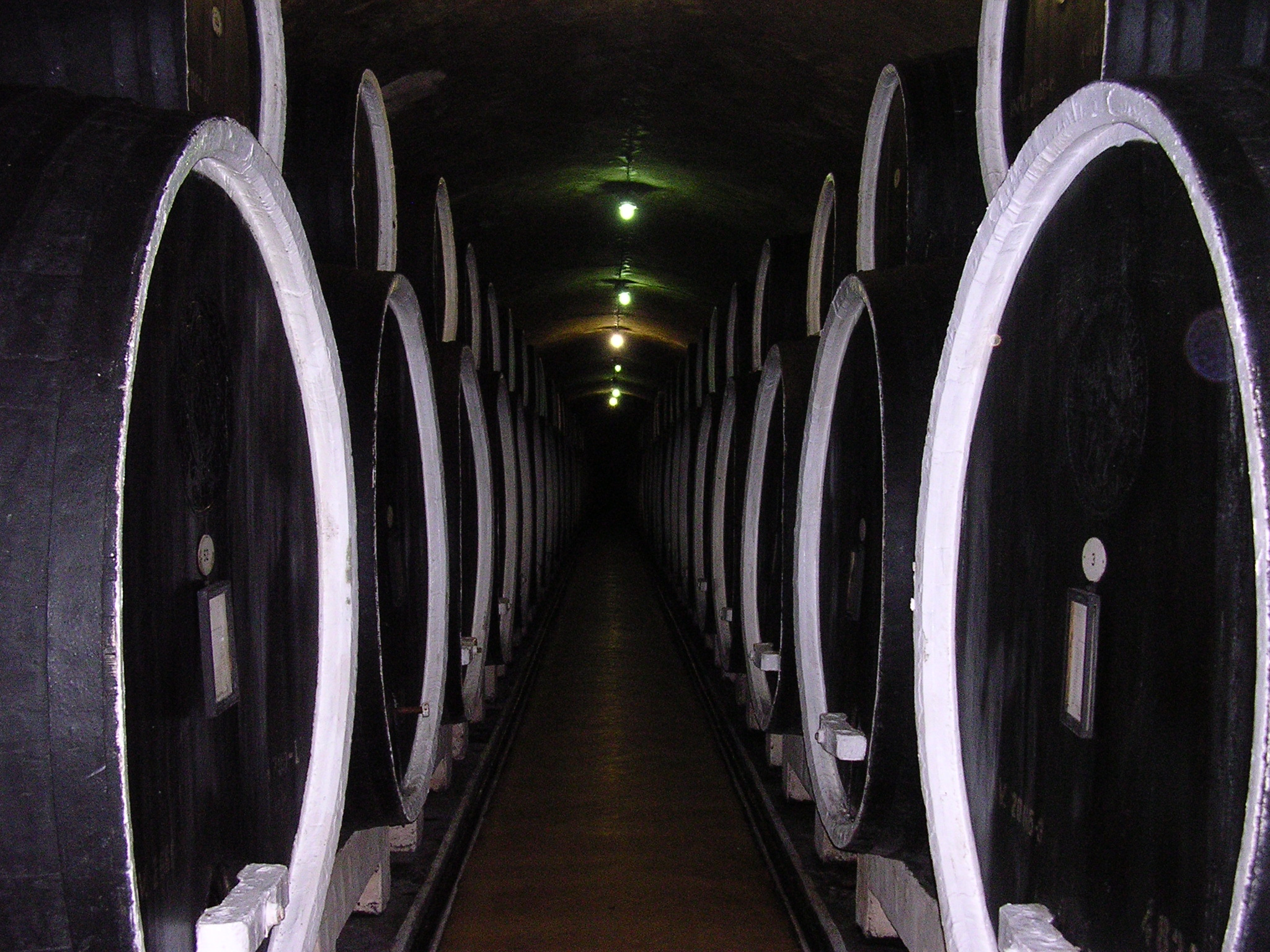
Weinkeller in Cotnari